# Muestra de Cine Latinoamericano de Cataluña

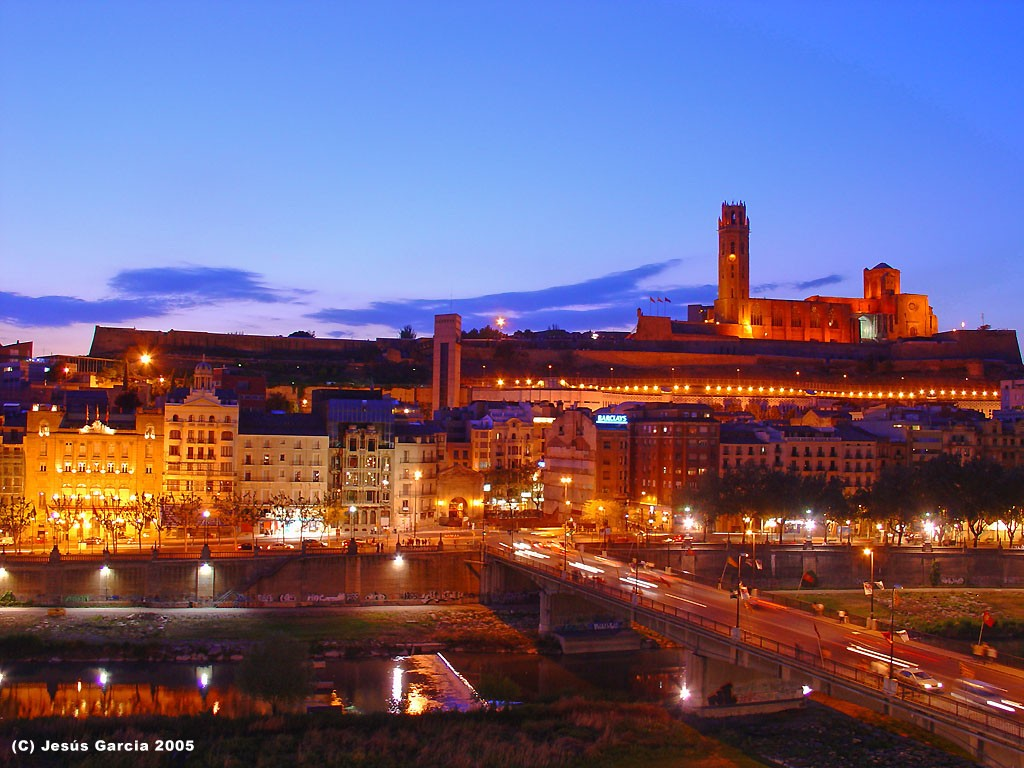
Vista nocturna de Lérida, sede de la Muestra de Cine Latinoamericano de Cataluña.

La Muestra de Cine Latinoamericano de Cataluña (oficialmente y en catalán Mostra de Cinema Llatinoamericà de Catalunya) es un festival de cine que se realiza anualmente en Lérida, España. Se celebra desde 1995 y está dedicado al cine hispanoamericano. Está organizado por el Centro Latinoamericano de Lérida y su patrocinio corre a cargo del ayuntamiento ilerdense, la Universidad de Lérida y La Caixa. Los primeros galardones no fueron entregados hasta 1997 y hoy en día el certamen se lleva a cabo a finales de marzo.

## Sedes

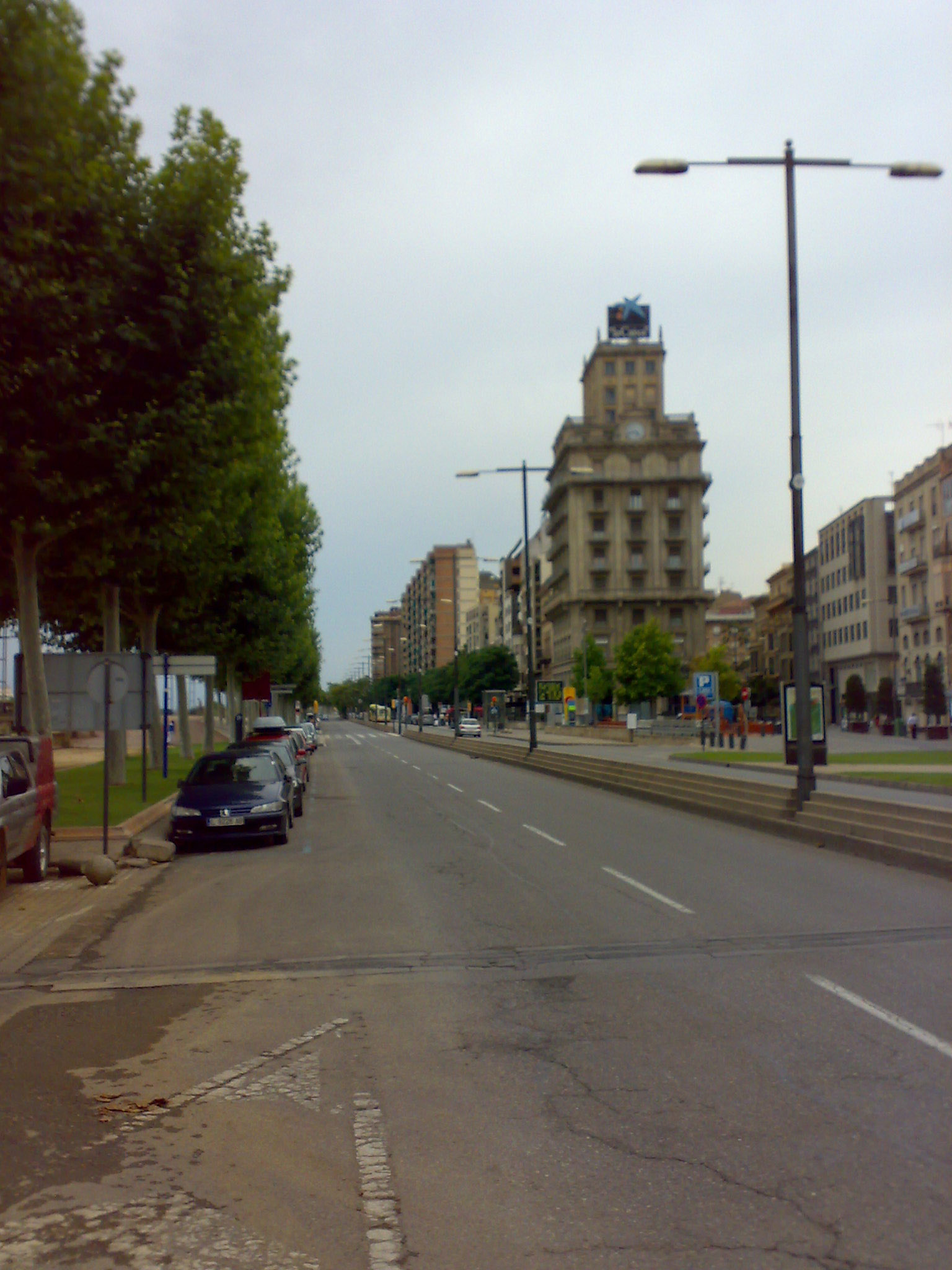
El edificio del CaixaForum ilerdense.

Considerado como uno de los principales acontecimientos culturales de la ciudad, el festival se desarrolla en La Lonja de Lérida (actos de inauguración y clausura), el CaixaForum (proyección de películas de la sección oficial, documentales y cortometrajes), el Espai Funatic (proyección de películas de la sección oficial, homenajes y retrospectivas) y el Hotel Condes de Urgel (ruedas de prensa).
Las otras actividades culturales se celebran en el Teatro del Escorxador, el Institut d'Estudis Ilerdencs y el Centre de Cultures Transfronterer de la Universidad de Lérida.

## Categorías
- Mejor Película
- Mejor Dirección
- Mejor Guion
- Mejor Actor
- Mejor Actriz
- Mejor Ópera Prima

### Mejores películas anteriores
- 2001: Esperando al Mesías (Italia-España-Argentina)
- 2002: En la puta vida (Uruguay-Argentina-Cuba-España-Bélgica)
- 2003: El bonaerense (Argentina-Chile-Francia-Países Bajos)
- 2004: El abrazo partido (Argentina-Francia-Italia-España)
- 2005: Buenos Aires 100 kilómetros (Argentina-Francia)
- 2006: Al otro lado (México)
- 2007: A través de tus ojos (Argentina)
- 2008: No mires para abajo (Argentina)
- 2009: Desierto adentro (México)

### Anteriores premios de audiencia
- 1997: Caballos salvajes (1995)
- 1998: Cenizas del paraíso (1997)
- 1999: Amaneció de golpe (1998)
- 2000: Sé quién eres (2000)
- 2001: Nueve reinas (2000)
- 2002: En la puta vida (2001)
- 2003: Donde el sol cae (2002) y Nada (2001)
- 2004: El chino (2003)
- 2006: Al otro lado (2005)
- 2008: Más que un hombre (2005)

## Edición 2007 (13 Mostra)
En la Mostra 13 de 2007 resultó premiada como mejor película A través de tus ojos (Argentina), de Rodrigo Furth. 
Otras películas premiadas fueron:
- Abrígate (España-Argentina) de Ramón Costafreda: premio TVE y premio del público
- La punta del diablo (Argentina-Venezuela-Uruguay) de Marcelo Paván: mejor director
- Páginas del diario de Mauricio (Cuba-España) de Manuel Pérez Paredes: mejor guion (Premio Casa América Cataluña)
- A través de tus ojos (Argentina): mejor actor (Pepe Soriano)
- Abrígate (España-Argentina): mejor actriz (María Bouzas)
- Chile 672 (Argentina), de Pablo Bardauil y Franco Verdoia: mejor ópera prima
- Estamos por todos lados (México), de Sofía Pérez Suinaga: mejor cortometraje
- Cavallo entre rejas (México-España-Argentina), de Shula Eremberg, Laura Imperiale y María Inés Roqué: mejor documental
- El niño que vio a Dios (España), cortometraje de Ferran Massamunt: mención
- Lorca, el mar deja de moverse (España), documental de Emilio Ruiz Barrachina: mención
- Temporada 92-93 (España), de Alejandro Marzoa: premio nuevas propuestas (“Grupo Segre”)